# トマス・タナー (ニュージーランドの政治家)
| ニュージーランド議会 |           |          |          |        |
| 在任期間             | 任期      | 選挙区   | 選挙区   | 政党   |
| 1887年–1890年        | 10th (en) | ワイパワ | ワイパワ | 無所属 |

トマス・タナー（Thomas Tanner、1830年 – 1918年）は、19世紀ニュージーランドの国会議員。
1887年のニュージーランド総選挙 (New Zealand general election, 1887) で、ホークス・ベイ地方のワイパワ選挙区 (Waipawa) から選出されたが、1890年のニュージーランド総選挙 (New Zealand general election, 1890) では引退し、議席には1887年までこの選挙区から議席に就いていた元職のウィリアム・カウパー・スミス (William Cowper Smith) が復帰して選出された。この間、スミスは1887年の選挙では新設され、また1期のみで廃止されたウッドヴィル選挙区から選出されていた。